# Le Figaro
Le Figaro es un diario de Francia, el más longevo de tirada nacional de los que aún se publican. Fue fundado el 15 de enero de 1826 y debe su nombre al célebre personaje creado por Beaumarchais. Su sede está en París. 
La sociedad matriz que edita Le Figaro (Dassault Medias) es propiedad del industrial y político Serge Dassault y forma parte del Grupo Dassault. Hasta 2005 lo editaba Socpresse, parte del mismo grupo.

## Línea editorial

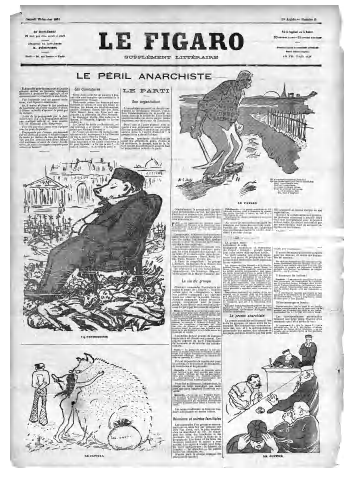
Suplemento literario de domingo del diario Le Figaro en 1894.

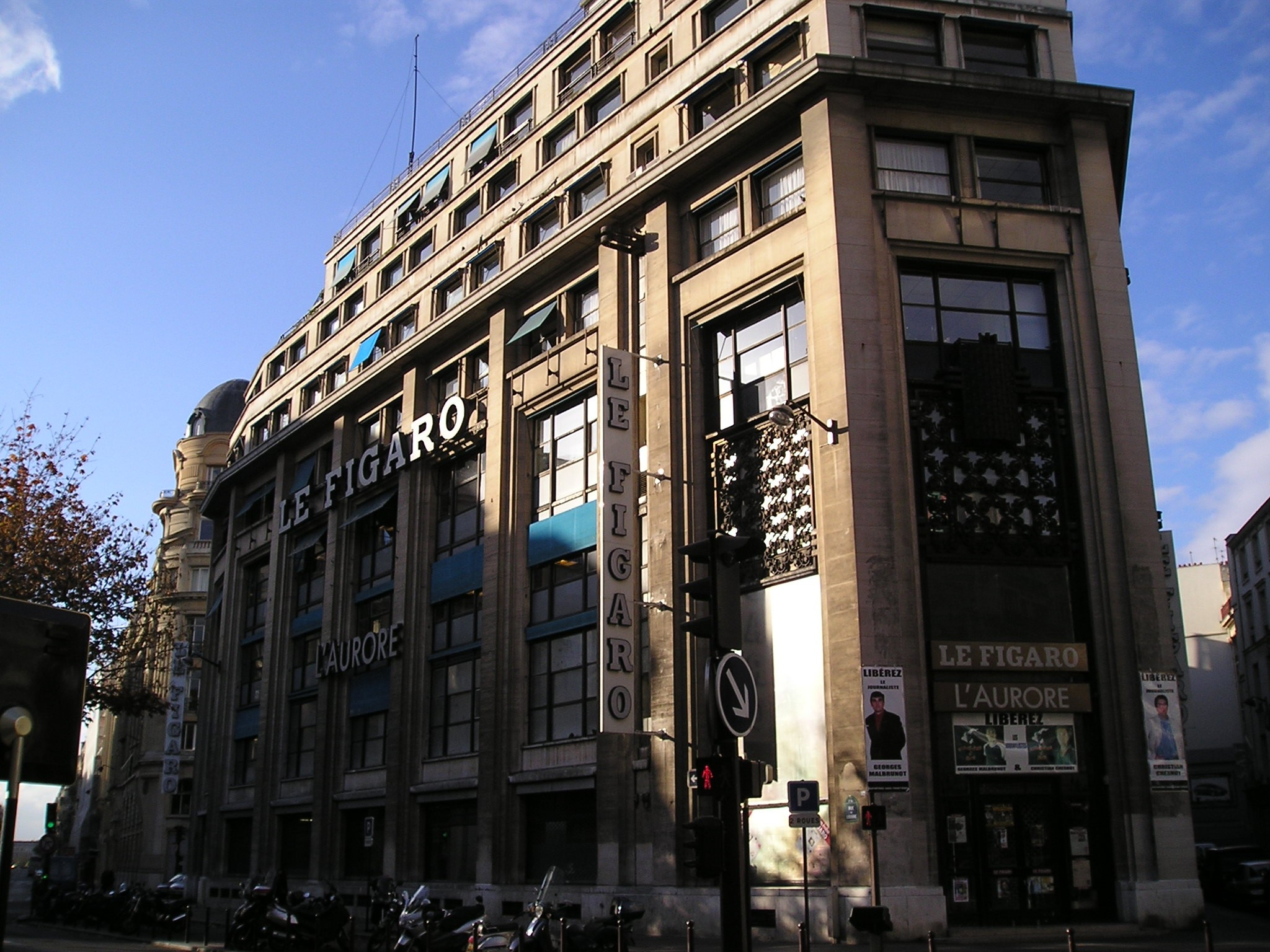
Antigua sede de Le Figaro, en París.

Le Figaro tiene una línea editorial de derecha conservadora (simpatizante de Los Republicanos, partido miembro del Partido Popular Europeo). Uno de los eslóganes utilizados en la campaña publicitaria de 2005 decía: En materia económica estamos a favor del libre intercambio. En materia de ideas, también ("En matière d'économie nous sommes pour le libre-échange. En matière d'idées aussi"). Le Figaro también es considerado habitualmente como el diario de la Academia francesa.

## Lista de directores
- De 1879 a 1914:
  - Francis Magnard
  - Fernand de Rodays
  - Cornély
  - Gaston Calmette, asesinado por la sra. Caillaux en 1914

- Lista de directores desde 1920 a 1964:
  - Alfred Capus
  - Robert de Flers
  - François Coty
  - André Chaumeix
  - Lucien Romier
  - Pierre Brisson (desde 1934 hasta 1964)

## Diarios "amigos"
Le Figaro tiene acuerdos con ABC y con Die Welt, entre otros.